# Fright Night
A Fright Night a Stratovarius nevű finn power metal együttes első nagylemeze.
1989-ben került a piacra, a rajta található összes számot Timo Tolkki írta.
Az album megjelenését egy demó album és két kislemez előzte meg. A demó 1987-ben jelent meg, és mindössze 3 számot tartalmazott (Future Shock, Fright Night, Night Screamer). Az első kislemez 1988-ban jelent meg Future Shock, a második pedig 1989-ben Black Night címmel.

## A lemez tartalma
- 1. Future Shock – 4:33
- 2. False Messiah – 5:16
- 3. Black Night – 3:40
- 4. Witch-Hunt – 3:19
- 5. Firedance – 2:17
- 6. Fright Night – 8:12
- 7. Night Screamer – 4:45
- 8. Darkness – 6:54
- 9. Goodbye – 1:13

## A zenekar felállása
- Timo Tolkki (ének, gitár)
- Jyrki Lentonen (basszusgitár)
- Antti Ikonen (billentyűk)
- Tuomo Lassila (dobok)